# كين لان
كين لان (بالإنجليزية: Ken Lane)‏ هو ملحن وعازف بيانو وكاتب أغاني أمريكي، ولد في 20 ديسمبر 1912 في بروكلين في الولايات المتحدة، وتوفي في 23 نوفمبر 1996 في بحيرة تاهو في الولايات المتحدة.

## وصلات خارجية
- كين لان على موقع IMDb (الإنجليزية)
- كين لان على موقع ميوزك برينز (الإنجليزية)